# Eferding (stacja kolejowa)
Eferding (niem. Bahnhof Eferding) – stacja kolejowa w Eferding, w kraju związkowym Górna Austria, w Austrii. Na stacji Eferding kończą bieg pociągi linii S5 S-Bahn Oberösterreich. Leży na skrzyżowaniu tras Linzer Lokalbahn i Aschacher Bahn. Przy stacji znajduje się parking P & R z 166 miejscami parkingowymi i 36 miejscami parkingowymi dla rowerów. 

## Linie kolejowe
- Linia Linzer Lokalbahn
- Linia Aschacher Bahn